# Піскарка велика
Піскарка велика, або риба-ліра (Callionymus lyra) — риба родини піскаркових. Поширена у східній Атлантиці від південної Ісландії і Норвегії на південь до Мавританії, також у північному Середземномор'ї, біля берегів Гібралтару і Алжиру, у західній частині Чорного моря (біля берегів Туреччини), Егейському і Адріатичному морях, біля Азорських і Канарських островів. Сягає 30 см довжиною.